# Kateryna Doljykova
Kateryna Oleksandrivna Doljykova (ukrainien : Катерина Олександрівна Должикова) est une joueuse d'échecs ukrainienne née le 25 septembre 1988 à Kiev et double championne d'Ukraine (2011 et 2021).
Au 1er mars 2023, elle est la neuvième joueuse ukrainienne avec un classement Elo de 2 315 points.

## Biographie et carrière
Maître international féminin depuis 2005, Kateryna Doljykova représenta l'Ukraine lors des Jeux mondiaux des sports de l'esprit de 2008 (médaille d'argent par équipe féminine en parties rapides).
Elle remporte le championnat d'Ukraine d'échecs féminin en 2011.
En juillet 2009, elle a épousé le champion Sergueï Kariakine (finaliste du championnat du monde en 2016) qui est né en Ukraine et qui joue pour la Russie,. Ils ont divorcé deux ans après et Kariakine s'est remarié en 2014.
En décembre 2021, elle remporte le championnat d'Ukraine pour la deuxième fois.